# Andreas Tegström
Andreas Ulrik Tegström (* 18. Januar 1979 in Jönköping) ist ein ehemaliger schwedischer Fußballspieler. Nach dem Ende der aktiven Laufbahn startete er eine Karriere als Fußballtrainer.

## Sportlicher Werdegang

### Spielerkarriere
Tegström entstammt der Fußballjugend des Tenhults IF und spielte parallel zeitweise in der Nachwuchsabteilung des Eishockeyklubs HV71. Später war er Verkäufer bei Intersport und bestritt für den Amateurklub Tenhults IF seine ersten Schritte im Erwachsenenbereich. Den seinerzeitigen Viertligisten verließ er nach Ende der Spielzeit 2000 in Richtung Husqvarna FF, wo er eine Spielklasse höher auflief. Mit dem Klubs spielte der Stürmer um den Aufstieg in die Superettan. Dabei gelang ihm in der Spielzeit 2004 der Durchbruch, als er 22 Tore in 22 Saisonspielen erzielte. Gegen Mjällby AIF verpasste er mit der Mannschaft nach zwei Niederlagen den Sprung in die Zweitklassigkeit.
Tegström wechselte Anfang zum norwegischen Klub Sandefjord Fotball in die zweitklassige Adeccoligaen, wo er auf seinen Landsmann Andreas Augustsson traf. In der Spielzeit 2005 gelang als Tabellenzweiter der Aufstieg in die Tippeligaen. Dort war er mit zehn Saisontoren einer der Garanten für den Klassenerhalt und erreichte mit dem Klub das Endspiel um den Landespokal 2006. Hier setzte sich jedoch der Ligakonkurrent Fredrikstad FK mit einem 3:0-Erfolg durch. In der Spielzeit 2007 konnte er jedoch nicht an die Torgefährlichkeit des Vorjahres anknüpfen, Ende August wechselte er für eine kolportierte Ablösesumme von 4 Millionen Kronen innerhalb der Liga zum Fredrikstad FK. Hier blieb ihm jedoch die meiste Zeit nur die Rolle des Ergänzungsspielers, da Tarik Elyounoussi und Garðar Jóhannsson sich als Stammspieler im Sturm etabliert hatten. Nachdem er mit dem Klub am Ende der Spielzeit 2008 Vizemeister geworden war, gehörte er auch in der folgenden Spielzeit nur zu den Ersatzleuten. Daher wurde er im August an den Zweitligisten Hønefoss BK verliehen, der eine Kaufoption erhielt. Nach vier Toren in zwölf Ligaspielen kehrte er zum parallel in die zweite Liga abgestiegenen Fredrikstad FK zurück, konnte aber verletzungsbedingt sich weder beim Klub durchsetzen noch einen neuen Verein finden. 
Anfang 2011 schloss sich Tegström, dessen Vertrag in Norwegen zum Jahresende ausgelaufen war, dem schwedischen Zweitligisten Jönköpings Södra IF per Zwei-Jahres-Vertrag an. Nach Ablauf des Vertrages wechselte er zurück zu Husqvarna FF, beim Aufsteiger in die drittklassige Division 1 unterzeichnete er einen Drei-Jahres-Kontrakt. Am Ende der Spielzeit 2013 schaffte er mit dem Klub den Durchmarsch in die Superettan, dort wurde in der Spielzeit 2014 jedoch nur der letzte Tabellenplatz belegt. Am Ende der Drittligasaison 2015 beendete er seine aktive Laufbahn.

### Trainerlaufbahn
Im Dezember 2015 verkündete der seinerzeitige Fünftligist Assyriska IK Tegström als neuen Cheftrainer, dem sein bisheriger Mitspieler Michell Haidari als Assistent zur Seite stehen würde. Mit dem Klub schaffte er den Aufstieg in die viertklassige Division 2, wo die Mannschaft 2018 Staffelsieger wurde. Nach einem elften Platz in der Spielzeit 2019 spielte der Klub in der folgenden Saison zeitweise um den Aufstieg und beendete die Spielzeit auf dem fünften Tabellenrang.
Im Dezember 2020 kehrte Tegström als Trainer zu seinem Ex-Klub Sandefjord Fotball zurück, wo er mit seinem ehemaligen Mannschaftskameraden Hans Erik Ødegaard ein Trainerduo als Nachfolger von Martí Cifuentes bildete. Am Ende der Spielzeit 2022 schaffte die Mannschaft erst in der Relegation gegen Kongsvinger IL den Klassenerhalt. Bereits vorher hatte der Klub mit seinen Trainern den Vertrag bis Ende 2025 verlängert.